# Simon est de retour
Simon est de retour est une bande dessinée de la série Jeremiah de Hermann parue en 1989.

## Synopsis
Sébastian Sikorsky, immensément riche grâce au trafic de drogue, régnant sur tous et tout, grand amateur de Bach, retrouve joyeusement son frère Simon de retour d'un établissement psychiatrique.
Kurdy et Jeremiah décident d'investiguer sur le tandem à la suite d'une mauvaise blague des hommes de main de la famille Sikorsky, qui ont entièrement peint Esra (la mule de Kurdy).